# NGC 6342
NGC 6342 je kulová hvězdokupa v souhvězdí Hadonoše s magnitudou 9,66. Objevil ji William Herschel 28. května 1786. Od Země je vzdálená 29 700 světelných let a na obloze se dá najít 1,2° jihovýchodně od kulové hvězdokupy Messier 9. Tyto dvě hvězdokupy musí být prostorově poměrně blízko sebe, protože leží v podobné vzdálenosti od Země.
Jako slabá skvrnka je vidět menšími dalekohledy, ale její nejjasnější hvězdy s magnitudou 15 se dají zahlédnout až velkými hvězdářskými dalekohledy.